# Earl of Stafford
Earl of Stafford war ein erblicher britischer Adelstitel, der zweimal in der Peerage of England geschaffen wurde.

## Verleihungen und nachgeordnete Titel
Der Titel wurde erstmals am 3. März 1351 für Ralph de Stafford, 2. Baron Stafford, geschaffen. Bereits 1308 hatte er von seinem Vater den Titel Baron Stafford geerbt, der diesem am 6. Februar 1299 als Barony by writ durch Writ of Summons verliehen worden war. Sein Sohn, der 2. Earl, erbte von seiner Mutter auch den 1317 geschaffenen Titel 3. Baron Audley. Der 6. Earl wurde 1444 zum Duke of Buckingham erhoben. Dem 2. Duke wurden seine Titel 1483 wegen Hochverrats aberkannt, 1485 für dessen Sohn als 3. Duke wiederhergestellt und ebendiesem 1521 endgültig wegen Hochverrats aberkannt und erloschen.
Am 5. Oktober 1688 wurde der Titel gleich zweifach neu geschaffen. Einerseits wurde er auf Lebenszeit (Life Peerage) Mary Howard, Baroness Stafford verliehen, der bereits am 12. September 1640 ebenfalls auf Lebenszeit der Titel 3. Baron Stafford verliehen worden war. Beide Titel erloschen bei ihrem Tod am 1694. Andererseits wurde der Titel als erblicher Titel (Hereditary Peerage) an Marys Sohn Henry Stafford-Howard verliehen. Dieser Titel erlosch beim Tod des 4. Earls 1762.

## Liste der Earls of Stafford

### Earls of Stafford (1351)
- Ralph de Stafford, 1. Earl of Stafford (1301–1372)
- Hugh de Stafford, 2. Earl of Stafford (um 1342–1386)
- Thomas Stafford, 3. Earl of Stafford (um 1368–1392)
- William Stafford, 4. Earl of Stafford (1375–1395)
- Edmund Stafford, 5. Earl of Stafford (1378–1403)
- Humphrey Stafford, 1. Duke of Buckingham, 6. Earl of Stafford (1402–1460)
- Henry Stafford, 2. Duke of Buckingham, 7. Earl of Stafford (1455–1483) (Titel verwirkt 1483)
- Edward Stafford, 3. Duke of Buckingham, 8. Earl of Stafford (1477–1521) (Titel wiederhergestellt 1485; Titel verwirkt 1521)

### Earls of Stafford (Life Peerage, 1688)
- Mary Howard, Countess of Stafford (1619–1694)

### Earls of Stafford (1688)
- Henry Stafford-Howard, 1. Earl of Stafford (um 1648–1719)
- William Stafford-Howard, 2. Earl of Stafford (um 1690–1734)
- William Stafford-Howard, 3. Earl of Stafford (1718–1751)
- John Stafford-Howard, 4. Earl of Stafford (1700–1762)